# Шафранчик
Шафра́нчик (рос. Шафранчик, чув. Шавранчăк) — присілок у складі Аліковського району Чувашії, Росія. Входить до складу Шумшеваського сільського поселення.
Населення — 54 особи (2010; 64 у 2002).
Національний склад:
- чуваші — 100 %